# Frontières de l'Espagne

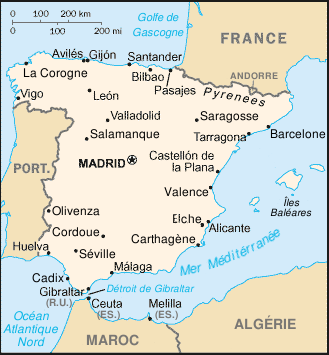
Carte de l'Espagne, mettant en évidence ses frontières terrestres avec les pays limitrophes.

Cet article recense les frontières de l'Espagne.

## Liste

### Frontières terrestres

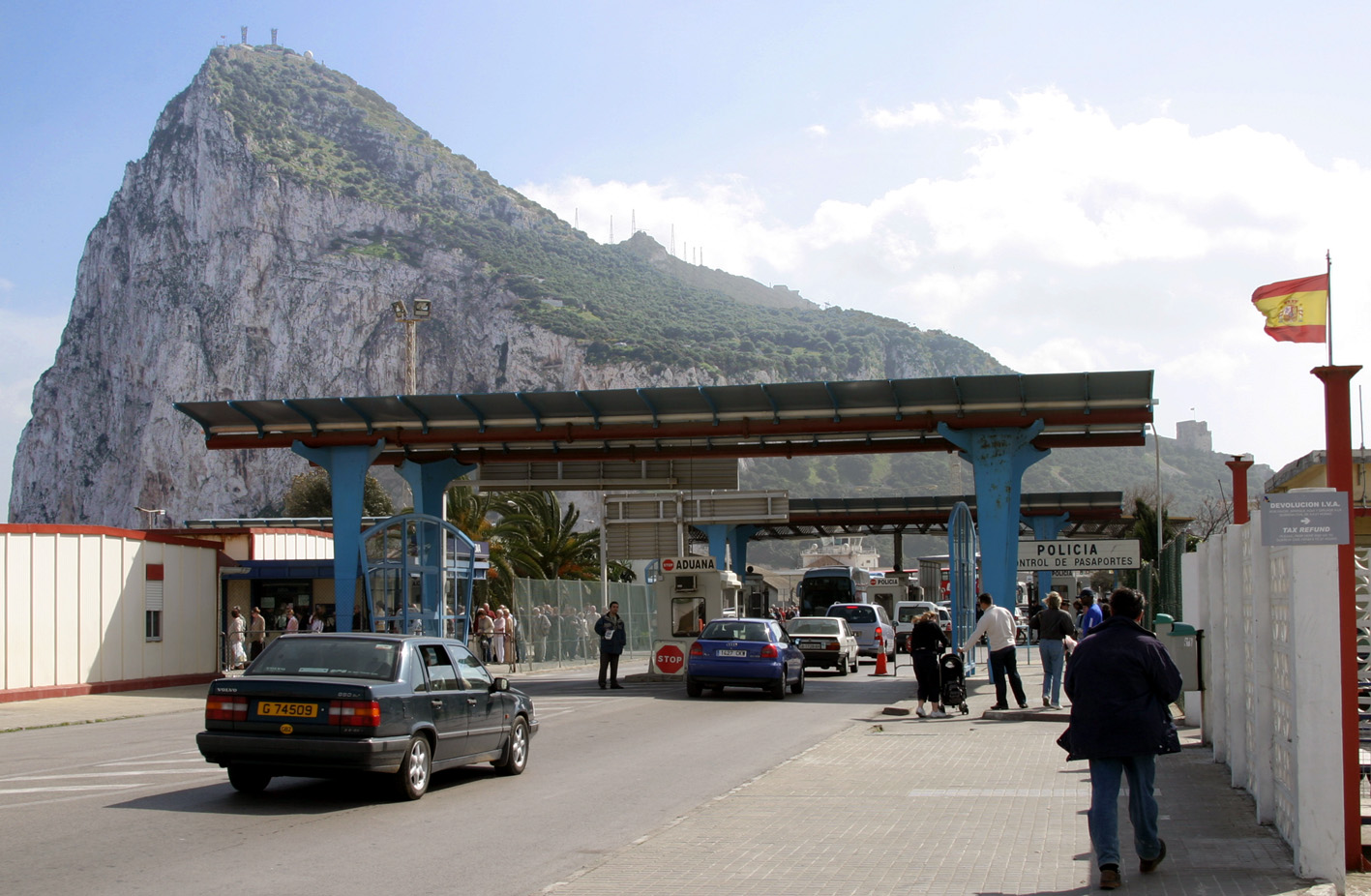
Poste-frontière entre Gibraltar et l'Espagne (côté espagnol)

L'Espagne partage des frontières terrestres avec cinq pays voisins et sur deux continents, pour un total de 1 918 km :
- Sur le continent européen :
  - Andorre : au nord du pays, dans le massif des Pyrénées (67 km).
  - France : la frontière traverse la totalité des Pyrénées et consiste en deux sections principales séparées par l'Andorre, auxquelles il faut rajouter l'enclave de Llívia (623 km au total).
  - Gibraltar : séparant l'Espagne de la possession britannique, elle divise la péninsule de Gibraltar (1,2 km : la 2e plus courte frontière internationale au monde après celle entre le Botswana et la Zambie). L'Espagne conteste toutefois la souveraineté britannique sur Gibraltar.
  - Portugal : la plus longue frontière du pays (1 214 km) et l'une des plus anciennes au monde, remontant au XIIe siècle.

- Sur le continent africain, l'Espagne est frontalière du Maroc au niveau de trois Plazas de soberanía : Ceuta, Mellila et le peñón de Vélez de la Gomera (moins de 16 km au total).

### Frontières maritimes
L'Espagne étant un pays côtier, elle possède une délimitation maritime avec six pays limitrophes :
- Algérie : en mer Méditerranée occidentale, non-délimitée par traité
- France : de part et d'autre des Pyrénées, dans le golfe de Gascogne et le golfe du Lion ; délimitée par traité en 1974
- Gibraltar : du fait du différend entre l'Espagne et le Royaume-Uni sur le statut de la colonie britannique, aucun tracé commun n'est accepté par les deux pays.
- Italie : en Méditerranée, entre les îles Baléares et la Sardaigne ; délimitée par un traité en 1974.
- Maroc : dans l'océan Atlantique, le détroit de Gibraltar et en mer d'Alboran, non-délimitée par traité. Elle consiste en deux sections :
  - la principale, au sud de l'Espagne européenne et au nord du Maroc ;
  - entre les îles Canaries et la côte africaine.
- Portugal : trois sections distinctes dans l'océan Atlantique, délimitées par traité en 1976 :
  - Au nord du Portugal
  - Au sud de celui-ci
  - Entre les îles Canaries et Madère

### Récapitulatif
Le tableau suivant récapitule l'ensemble des frontières de l'Espagne :
| Pays      | Frontière terrestre (km) | Frontière maritime (km) |
| --------- | ------------------------ | ----------------------- |
| Algérie   | 0                        | à préciser              |
| Andorre   | 64                       | 0                       |
| France    | 623                      | à préciser              |
| Gibraltar | 1,2                      | à préciser              |
| Italie    | 0                        | à préciser              |
| Maroc     | 15,9                     | à préciser              |
| Portugal  | 1 214                    | à préciser              |
| Total     | 1 918,1                  | à préciser              |